# ژان باروا

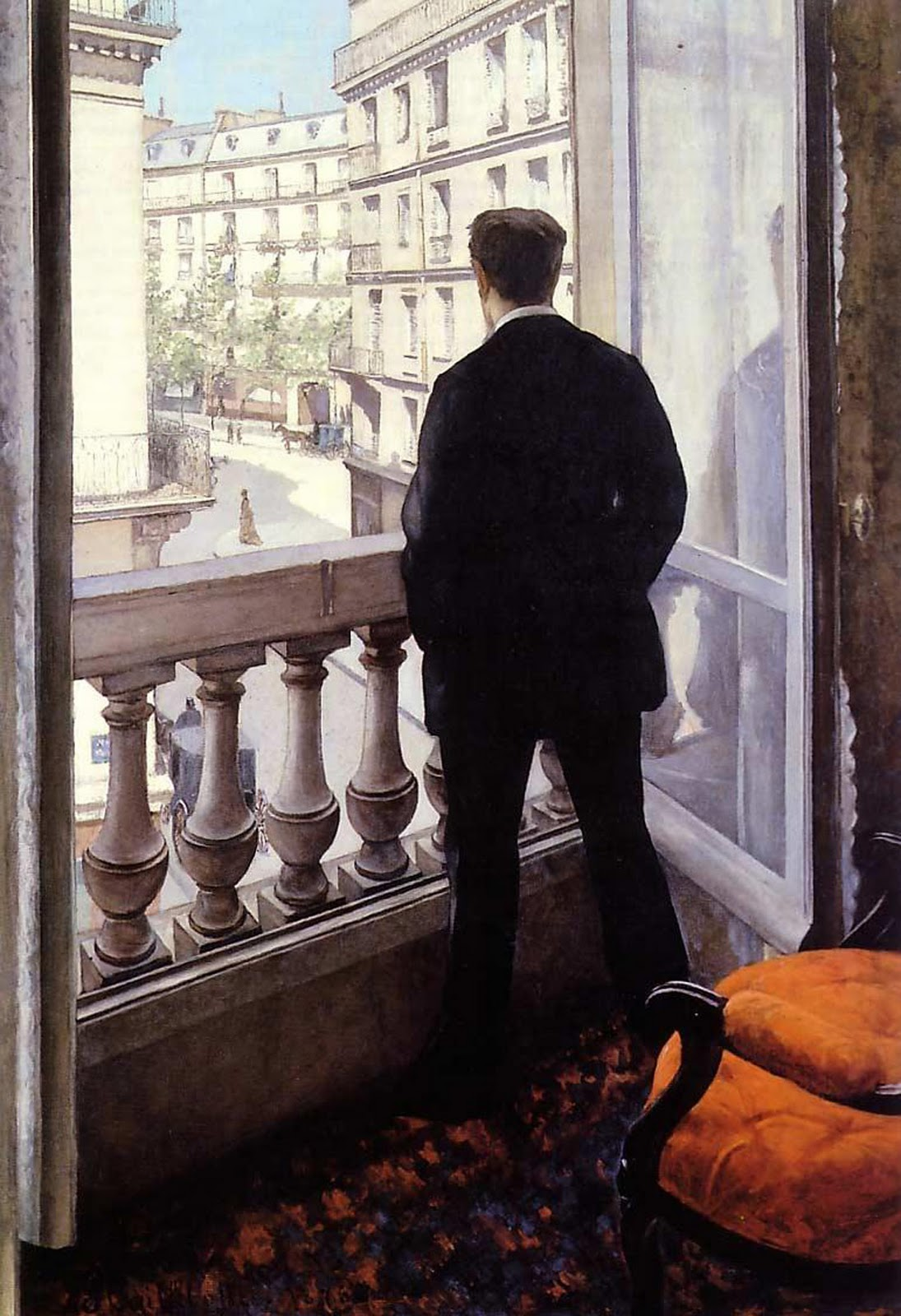

«ژان باروا»  نام رمانی است که روژه مارتَن دو گار  نویسندهٔ فرانسوی و برندهٔ جایزه نوبل ادبیات نوشته است. آلبر کامو و آندره ژید به این رمان خیلی علاقه داشتند. رمان ژان باروا جدال عقاید و آراء را به تصویر کشیده است.

## ژان باروا و معرفت دینی
مسئله روز اروپا در اواخر قرن نوزدهم و اوایل قرن بیستم «دگرگونی فهم بشر از دین همراه با پیشرفت علوم طبیعی» بود و رمان ژان باروا هم به همین موضوع پرداخته است. استبداد زیر پرده دین و سلطه کلیسا را بر جوانان اروپا نشان داده و به ماجرای درایفوس و محاکمهٔ امیل زولا نویسندهٔ معروف فرانسوی هم می‌پردازد و واکنش خشن توده مردم را نسبت به دریفوس و امیل زولا زیر ذره بین می‌گذارد.

## ژان باروا و دویدن پی آواز حقیقت
قهرمان داستان (ژان باروا) از یک خانواده مذهبی و سنتی است. او در دوره نوجوانی به دین و ایمان خود شک می‌کند و بعد از کش و قوسهای بسیار جار می‌زند خدا توهمی بیش نیست. فرزندش که به دنیا می‌آید می‌گوید: باید این کوچولو را از نفوذ دین خلاص کنم. هیچ کس شراب نو را در مشک کهنه نمی‌ریزد. اگر بریزد شراب نو مشک کهنه را بترکاند... باید شراب نو را در مشک نو ریخت تا این و آن هر دو سالم بمانند. 
ژان باروا که دویدن در پی آواز حقیقت را پیشه کرده بود، دین را کنار می‌گذارد و به محافل روشنفکری فرانسه روی آورده، با دوستانش نشریه‌ای به راه می‌اندازد و نظریات جدید خودش را تبلیغ می‌کند و کم کم به یکی از قطب‌های روشنفکری فرانسه تبدیل می‌شود اما آخر عمر حالی به حالی شده و در مقابل گذشته خود می‌ایستد و در مواجهه با مرگ، به دیدار خویشتن می‌رود و به این فکر می‌افتد که نکند تمام عمرم بیراهه رفته‌ام. در بستر مرگ خودش را به چالش گرفته و اعتقادات پیشین در او جان می‌گیرد. 
ژان باروا می‌گوید  کر تر و کور تر از همه کسی است که نمی‌خواهد بشنود ببیند. نمی‌توانم بیش ازاین با این نگرانی به سربرم. می‌خواهم بدانم. می‌خواهم خاطر جمع شوم. هنوز هم معتقدم که حقیقت چیز دیگری است، چیزی درکار است که ما نمی‌دانیم.
وقتی کشیش برایش از خدا و دنیای دیگر حرف می‌زند یکی از دوستان ژان باروا رو به کشیش کرده و می‌گوید: «رفیق ما مثل همه کسان دیگری که نمی‌توانند به خود اعتماد کنند، مذبوحانه به خدا چنگ زده است...» 
... 
ژان باروا با خودش نجوا می‌کند «حقیقت چیز دیگری است. چیزی درکار است که ما نمی‌دانیم...» 
مرگ ژان باروا را زمین می‌زند و در آغوش می‌گیرد. می‌میرد اما این پایان داستان نبوده، حکایت همچنان باقی است. 
...
رمان ژان باروا توسط منوچهر بدیعی به فارسی ترجمه شده است. 